# Rämmasjön, Dalarna
Rämmasjön är en sjö i Älvdalens kommun i Dalarna och ingår i Dalälvens huvudavrinningsområde. Sjön har en area på 1,32 kvadratkilometer och ligger 447,1 meter över havet. Sjön avvattnas av vattendraget Kuttbäck.

## Delavrinningsområde
Rämmasjön ingår i det delavrinningsområde (678987-139734) som SMHI kallar för Utloppet av Rämmasjön. Medelhöjden är 503 meter över havet och ytan är 11,49 kvadratkilometer. Det finns inga avrinningsområden uppströms utan avrinningsområdet är högsta punkten. Kuttbäck som avvattnar avrinningsområdet har biflödesordning 2, vilket innebär att vattnet flödar genom totalt 2 vattendrag innan det når havet efter 364 kilometer. Avrinningsområdet består mestadels av skog (80 procent). Avrinningsområdet har 1,38 kvadratkilometer vattenytor vilket ger det en sjöprocent på 12 procent.